# Carl-Gustav Esseen
Carl-Gustav Esseen (18 septembre 1918 – 10 novembre 2001) est un mathématicien suédois. Il œuvra dans le domaine de la théorie des probabilités. Il a donné son nom à l'Inégalité de Berry-Esseen.

## Source
- (en) Cet article est partiellement ou en totalité issu de l’article de Wikipédia en anglais intitulé « Carl-Gustav Esseen » (voir la liste des auteurs).